# Penantian (Pasma Air Keruh)
Penantian is een bestuurslaag in het regentschap Empat Lawang van de provincie Zuid-Sumatra, Indonesië. Penantian telt 1223 inwoners (volkstelling 2010).